# 足立区立入谷中学校
足立区立入谷中学校（あだちくりつ いりやちゅうがっこう）は、東京都足立区に所在する公立中学校。略称は「入谷中（いりやちゅう）」。

## 沿革
- 1976年4月1日 足立区立入谷中学校開校。

## 教育目標
進んで自らをきたえ、互いに協力して社会の発展に尽くすことのできる人間を育てる
1. 自ら学び、深く考える人
2. きまりを守り、思いやりのある人
3. 体をきたえ、ねばり強い人

## 主な卒業生
- 渋谷恒男 - 柔道家